# Hislopiidae
Hislopiidae is een familie van mosdiertjes (Bryozoa) uit de orde van de Ctenostomatida.  De wetenschappelijke naam ervan is in 1885 voor het eerst geldig gepubliceerd door Jullien.

## Geslachten
- Echinella Korotnev, 1901
- Hislopia Carter, 1858